# 卡特林
卡特林（英語：Catlin）是美国纽约州希芒县的一个镇，地处希芒县的西北角，同时位于埃尔迈拉西北。2010年美国人口普查时，该镇有2618人。卡特林镇建于1823年，其名称来源于一位名为菲尼亚斯·卡特林（Phineas Catlin）的官员。